# Алам-Педья (орнітологічна територія)
Орнітологічна територія А́лам-Пе́дья (ест. Alam-Pedja linnuala) — природоохоронна територія в Естонії, розташована в повітах Йиґевамаа,Тартумаа та Вільяндімаа.

## Основні дані
KKR-код: RAH0000123
Міжнародний код: EE0080374
Загальна площа — 34671,9 га (346,7 км2), зокрема площа водойм становить 607,5 га.
Територія утворена 5 серпня 2004 року.

## Розташування
Природоохоронний об'єкт розташовується на землях, які належать селам, що входять до складу волостей Пилтсамаа, Елва, Тарту, Пиг'я-Сакала, Вільянді та міського самоврядування Тарту.
Територія об'єкта збігається з природною областю Алам-Педья (Alam-Pedja loodusala).
На території орнітологічної області частково або повністю розташовані охоронювані об'єкти:
- Природний заповідник Кяревере
- Природний заповідник Алам-Педья[en]

## Мета створення
Метою створення об'єкта є збереження видів птахів та їх природних середовищ існування. До охоронюваних видів належать: яструб великий (Accipiter gentilis), очеретянка велика (Acrocephalus arundinaceus), шилохвіст (Anas acuta), широконіска (Anas clypeata), свищ (Anas penelope), крижень (Anas platyrhynchos), чирянка велика (Anas querquedula), беркут (Aquila chrysaetos), підорлик великий (Aquila clanga), підорлик малий (Aquila pomarina), орябок (Bonasa bonasi), гоголь (Bucephala clangula), дрімлюга (Caprimulgus europaeus), крячок чорний (Chlidonias niger), лелека чорний (Ciconia nigra), лунь очеретяний (Circus aeruginosus), лунь польовий (Circus cyaneus), лунь лучний (Circus pygargus), деркач (Crex crex), підвид лебедя малого (Cygnus columbianus bewickii), дятел білоспинний (Dendrocopos leucotos), жовна чорна (Dryocopus martius), мухоловка мала (Ficedula parva), баранець великий (Gallinago media), журавель сірий (Grus grus), орлан-білохвіст (Haliaeetus albicilla), сорокопуд терновий (Lanius collurio), сорокопуд сірий (Lanius excubitor), мартин малий (Larus minutus), грицик малий (Limosa lapponica), грицик великий (Limosa limosa), шишкар сосновий (Loxia pytyopsittacus), кульон середній (Numenius phaeopus), скопа (Pandion haliaetus), осоїд (Pernis apivorus), турухтан (Philomachus pugnax), дятел трипалий (Picoides tridactylus), жовна сива (Picus canus), сивка звичайна (Pluvialis apricaria), погонич звичайний (Porzana porzana), сова довгохвоста (Strix uralensis), кропив'янка рябогруда (Sylvia nisoria), тетерук (Tetrao tetrix), глушець (Tetrao urogallus), коловодник болотяний (Tringa glareola), коловодник великий (Tringa nebularia), коловодник звичайний (Tringa totanus), чайка (Vanellus vanellus).